# Wanzlick-Gleichgewicht
Unter einem Wanzlick-Gleichgewicht versteht man eine chemische Gleichgewichtsreaktion zwischen einem stabilen Carben und seinem Dimeren.
In den 1960er Jahren vermuteten Hans-Werner Wanzlick und Eberhard Schikora, dass die Herstellung eines Carbens mit der Dihydroimidazol-2-yliden-Struktur durch eine Vakuumpyrolyse eines 2-Trichlormethyldihydroimidazol-Derivates unter Abspaltung von Chloroform möglich sein sollte.

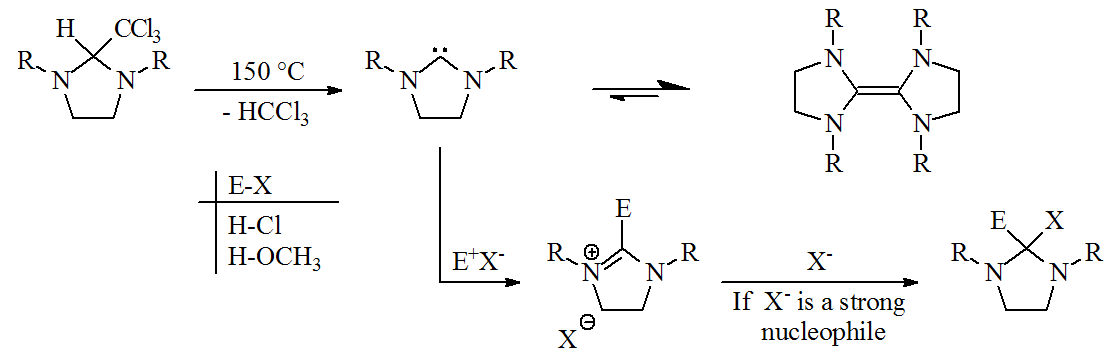
Wanzlicks Vorschlag für die Reaktion von Dihydroimidazol-2-yliden mit Elektrophilen

Beide glaubten, dass ein so hergestelltes Carben zu einem geringen Teil in einem Gleichgewicht mit seinem Dimeren steht. Dies schlossen sie aus Reaktivitätsstudien, da bei der Umsetzung mit einem Elektrophil das Produkt der elektrophilen Substitution erhalten wurde. Das Dimer wäre zu dieser Reaktion nicht in der Lage.
Die Hypothese des Carben-Dimer-Gleichgewichtes wurde von David M. Lemal und H. E. Winberg untersucht. Dabei erhitzten sie eine Mischung von zwei verschieden substituierten Tetraaminoethylenen.

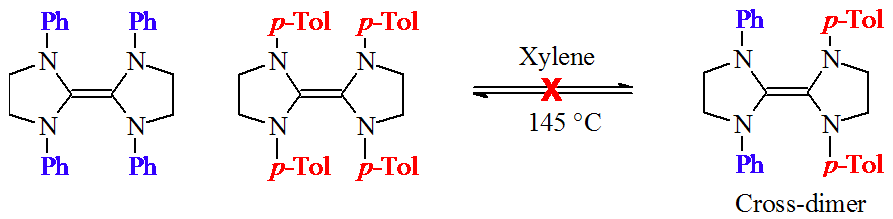
Gekreuzte Dimer-Untersuchung

Bei diesen Experimenten konnten keine gekreuzten Dimere gefunden werden, was jedoch nach der Hypothese von Wanzlick der Fall hätte sein müssen. Sie deuten eher darauf hin, dass es im Falle der Dihydroimidazol-2-yliden-Derivate kein Carben-Dimer-Gleichgewicht gibt.
Lemal schlug einen alternativen Mechanismus für die Ergebnisse von Wanzlick vor, unter Berücksichtigung der Reaktivität der elektronenreichen Tetraaminoethylene und nicht der der stabilen Carbene, welche zu diesem Zeitpunkt nur als Hypothese existierten.

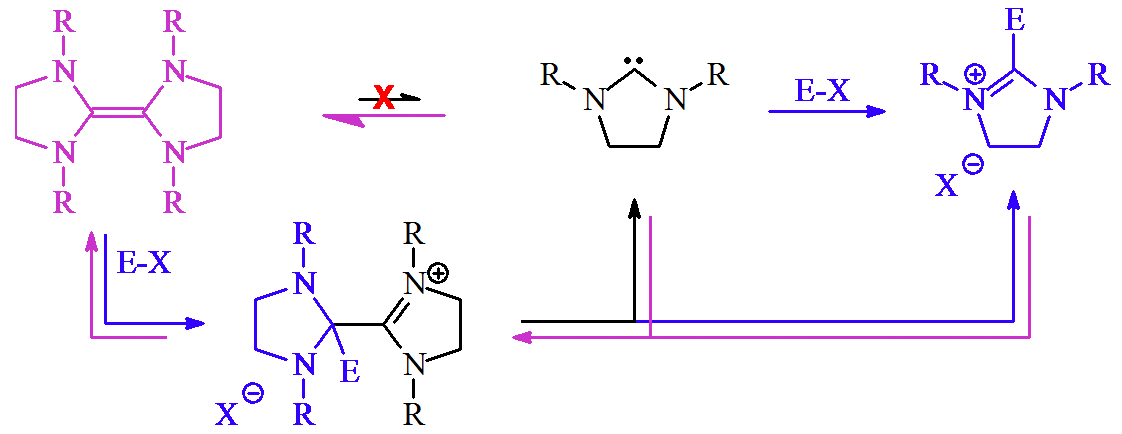
Der Mechanismus von Lemal für die Reaktion von Tetraaminoethylene mit Elektrophilen. Eine katalytische Menge E-X produziert das Dimer (violett). Dies setzt voraus, dass das Dimer stabiler ist als das Carben. E-X steht hier für eine Säure oder ein Metallsalz wie LiCl

Lemal glaubte, dass ein Tetraaminomethylen und nicht das Carben mit dem Elektrophil E-X über eine kationische Zwischenstufe reagiert. Er schlug vor, dass das Kation zu einem Carben und einem Salz dissoziiert. Das freie Carben kann dann zur Ausgangsverbindung dimerisieren oder mit dem Elektrophil reagieren. Beide Wege führen zu denselben Reaktionsprodukten, dem Dihydroimidazolium-Salz.
Im Jahr 1999 untersuchte M. Denk erneut das Kreuz-Experiment und konnte das gekreuzte Dimer beobachten. Diese Ergebnisse veranlassten Lemal, seine Experimente von 1964 zu wiederholen. Es gelang, die Resultate von Denk zu reproduzieren, jedoch nur in Deutero-THF als Lösungsmittel. In Toluol und einem Elektrophil-Fänger gelang es erneut nicht, das gekreuzte Produkt nachzuweisen.
Im Jahr 1999 bzw. 2000 konnten Lemal und Hahn ein Gleichgewicht zwischen Dibenzotetraazafulvalen-Derivaten und seinen Carbenen beobachten. Diese Beobachtung ließ Böhm und Herrmann 2000 zu dem Schluss kommen, dass ein Wanzlick-Gleichgewicht zwischen Tetraaminoethylen und dem entsprechenden Carben existiert, was 2010 von Kirmse bestätigt wurde.

Gleichgewicht zwischen Dibenzotetraazafulvalen und dem entsprechenden Carben

In weiteren Untersuchungen von Alder konnte gezeigt werden, dass ungehinderte Diaminocarbene unter Säurekatalyse wie von Lemal beobachtet ein Dimeres bilden. Überschüsse an Säure bilden ein dimeres Salz.